# ستانلي لوغان
ستانلي لوغان (بالإنجليزية: Stanley Logan)‏ هو كاتب سيناريو وممثل بريطاني، ولد في 12 يونيو 1885 في المملكة المتحدة، وتوفي في 30 يناير 1953 بنيويورك في الولايات المتحدة.

## أعمال

### أفلام
- (1940) قم يا حبيبي
- (1943) المرأة العنكبوت
- (1944) ويلسون

## وصلات خارجية
- ستانلي لوغان على موقع IMDb (الإنجليزية)
- ستانلي لوغان على موقع ألو سيني (الفرنسية)
- ستانلي لوغان على موقع أول موفي (الإنجليزية)
- ستانلي لوغان على موقع قاعدة بيانات برودواي على الإنترنت (الإنجليزية)
- ستانلي لوغان على موقع قاعدة بيانات الأفلام السويدية (السويدية)
- ستانلي لوغان على موقع قاعدة بيانات الفيلم (الإنجليزية)
- ستانلي لوغان على موقع كينوبويسك (الروسية)